# OU-11
La OU-11, también conocido como Acceso Centro a Orense, es una autovía urbana con doble carril de unos 1,6 kilómetros de longitud que conecta la A-52 con el barrio de O Couto, el centro de Orense y la N-120, ayudando a descongestionar las entradas a la ciudad desde la A-52 (ya que Orense únicamente disponía de dos accesos: el sur, por San Ciprián de Viñas, que requería un recorrido de 6 kilómetros por carretera nacional y un acceso norte, que también se encontraba a más de 6 kilómetros del centro de la ciudad) y creando un vial que une los dos extremos de la autovía periférica de Orense, formada por la A-52, A-76 y A-56. Este acceso arranca desde el seminario mayor y desciende mediante un complejo viaducto de casi 2 kilómetros hasta enlazar en una glorieta con el acceso a Orense, continuado por el antiguo trazado de la N-120 (Vigo-Logroño) hasta llegar a la pasarela de circunvalación, donde se une a la A-76 en el tramo que esta forma parte de la circunvalación.
Había construido en el año 2007, como nuevo acceso directo desde la A-52 hasta el centro de Orense, después de casi una década de la apertura de este tramo de la A-52.
Las características de esta autovía urbana tiene 2 carriles por sentido, un tramo en sentido ascendente limita a 60 km/h y en sentido descendente limita a 40 km/h. Cuenta con una rotonda inicial, el viaducto de Vista Hermosa (417 metros) y el enlace final con la A-52.

## Tramos
| Denominación | Tramo                         | Kilómetros | Año servicio |
| ------------ | ----------------------------- | ---------- | ------------ |
| OU-11        | N-120 (O Couto) - A-52 (Reza) | 1,9        | 2007         |

## Trazado
| Velocidad | Esquema | Salida | Sentido Reza (A-52)                                                                      | Carriles | Sentido Orense (N-120) | Carretera | Notas |
| --------- | ------- | ------ | ---------------------------------------------------------------------------------------- | -------- | --- | --------- | ----- |
|           |         |        | Comienzo de la Autovía de Acceso Centro a Orense OU-11 Procede de: N-120                 |          | Fin de la Autovía de Acceso Centro a Orense OU-11 Incorporación final: N-120 Dirección final: Orense N-525 Lugo N-120 Monforte de Lemos recinto ferial EXPOURENSE Calle Castro Canseco | N-120     |       |
|           |         |        |                                                                                          |          | N-525 San Ciprián de Viñas Benavente |           |       |
|           |         |        | viaducto de Vista Hermosa 417 m                                                          |          | viaducto de Vista Hermosa 417 m |           |       |
|           |         |        | A-52 Verín Benavente Madrid A-52 Pontevedra Vigo AG-53 Santiago de Compostela Carballino |          | Inicio de la Autovía OU-11 | A-52      |       |